# Irles
Irles (picardisch: Ile) ist eine nordfranzösische Gemeinde mit 120 Einwohnern (Stand 1. Januar 2022) im Département Somme in der Region Hauts-de-France. Die Gemeinde gehört zum Kanton Albert und ist Teil der Communauté de communes du Pays du Coquelicot.

## Geographie
Die am Rand der Picardie gelegene Gemeinde liegt rund 8 km westlich von Bapaume an der Départementsstraße D163 von Miraumont Richtung Grévillers im Département Pas-de-Calais. Durch das nordwestliche Gemeindegebiet verläuft die Bahnstrecke Paris–Lille.

## Geschichte

Straßenzug in Irles im Dezember 1916

Irles war im Ersten Weltkrieg Schauplatz von Kämpfen in der Schlacht von Bapaume im August 1916. Die Gemeinde erhielt als Auszeichnung das Croix de guerre 1914–1918.

## Einwohner
| 1962 | 1968 | 1975 | 1982 | 1990 | 1999 | 2006 | 2010 |
| ---- | ---- | ---- | ---- | ---- | ---- | ---- | ---- |
| 167  | 135  | 129  | 120  | 113  | 104  | 113  | 116  |

## Verwaltung
Bürgermeister (maire) ist seit 2001 Hubert Macron.

## Sehenswürdigkeiten
- Kirche Saint-Martin